# Futebol nos Estados Unidos

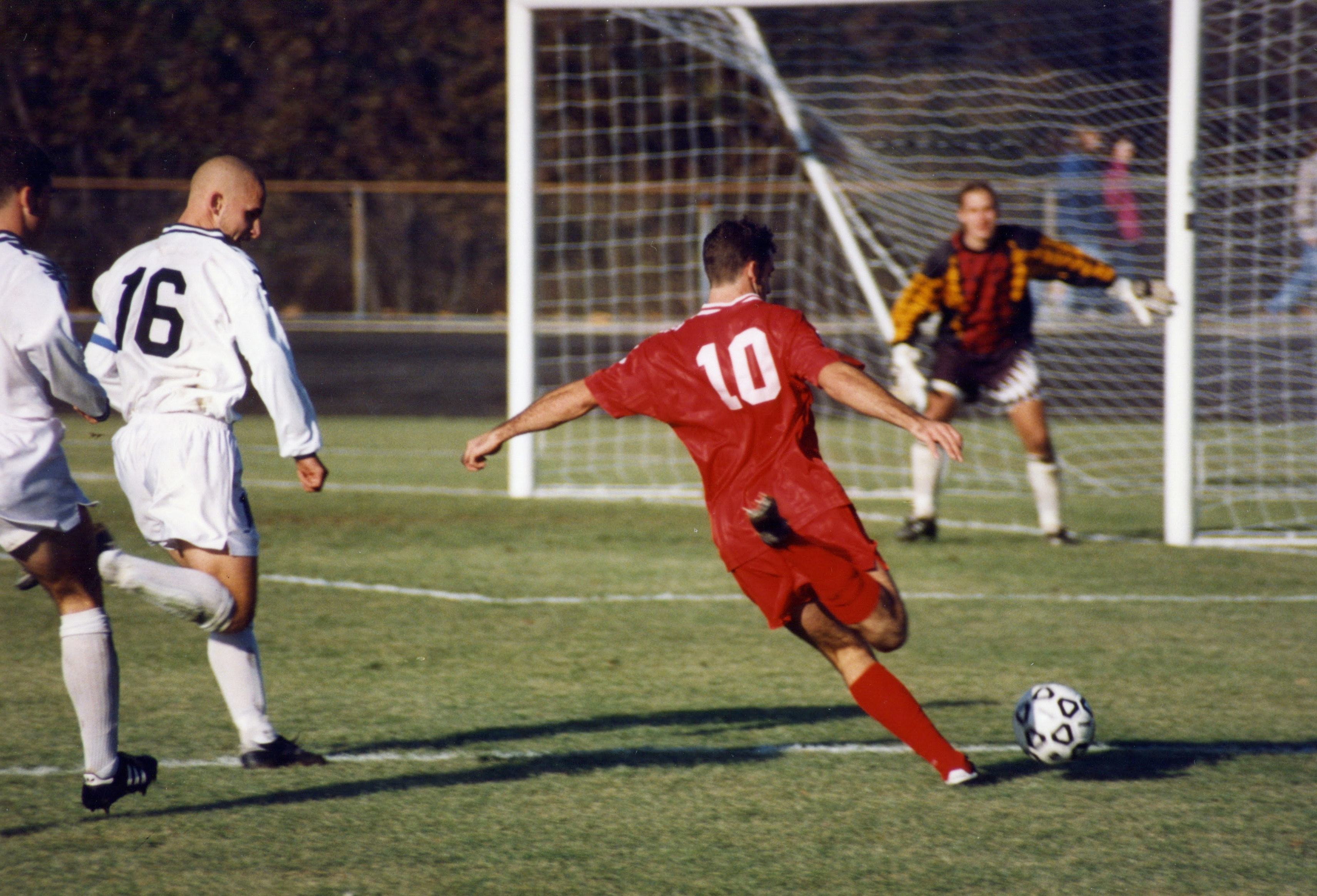
Partida de futebol

O futebol é um dos esportes mais populares nos Estados Unidos. É o esporte mais popular de recreação tanto para meninos e meninas.
Segundo um levantamento feito em 2017 pelo Gallup Institute, o futebol é o 4 esporte mais popular do país (sendo o esporte favorito de 7% dos americanos), atrás do Futebol Americano, do basquete e do baseball, nesta ordem.
O boom dos últimos anos se deu em 2007 com a vinda do jogador britânico David Beckham para o Los Angeles Galaxy, que trouxe exposição instantânea nacional e internacionalmente para a Major League Soccer, competição mais importante do futebol nos Estados Unidos, que na época contava com apenas 13 equipes, e hoje conta com 23.
A vinda de Beckham também se tornou algo folclórico, devido a criação da Regra de Beckham (Beckham Rule, em inglês), essa regra que na verdade foi criada em 2006 e foi a responsável por trazer o craque inglês para o futebol estadunidense, a regra chamada de Regra do Jogador Designado, permite que as equipes tenham em seu plantel um jogador acima do "teto salarial" da MLS, que era obrigatório a todas equipes. Essa mesma regra possibilitou ao New York Red Bulls a contratação do craque francês Thierry Henry.

## Terminologia
Nos Estados Unidos, o futebol associado é principalmente referido como soccer, já que o termo football é usado principalmente para se referir ao futebol americano.

## História
O interesse dos norte-americanos pelo futebol no final do século XX é atribuído na maior parte a existência da North American Soccer League de 1967 a 1984, e ao New York Cosmos, que foi um time marcante que incluía entre seus jogadores nomes estrelares como Franz Beckenbauer e Pelé.
O "soccer" voltou a ser destaque em 1994, como país sede da Copa do Mundo, a seleção americana chegou as oitavas de final, sendo eliminada pela seleção brasileira, que seria a campeã daquela Copa.
Em 1996 foi criada a Major League Soccer, a principal competição de futebol dos Estados Unidos, embora com a adição de times canadenses. O primeiro jogador de renome internacional foi o craque colombiano Valderrama, que atuou pelo extinto Tampa Bay Mutiny da cidade de Tampa, no estado americano da Flórida, Valderama ainda iria jogar pelo também extinto Miami Fusion e pelo Colorado Rapids, onde encerrou sua carreira em 2004 aos 43 anos.

## Títulos do Futebol dos EUA

### Títulos do Futebol Feminino

#### Títulos de Seleções
- Copa do Mundo de Futebol Feminino: 1991, 1999, 2015, 2019
- Jogos Olímpicos: medalha de ouro - 1996, 2004, 2008, 2012
- Jogos Pan-americanos: medalha de ouro - 1999
- Copa do Mundo de Futebol Feminino Sub-20: 2002, 2008
- Jogos da Boa Vontade: medalha de ouro - 1998
- Macabíadas: medalha de ouro - 2009

### Títulos do Futebol Masculino

#### Títulos de Seleções
- Jogos Pan-americanos: medalha de ouro - 1991

#### Títulos de Clubes
- Copa Interamericana: DC United (1998)
- Liga dos Campeões da CONCACAF: DC United (1998); Los Angeles Galaxy (2000); Seattle Sounders (2022);
- SuperLiga Norte-Americana: New England Revolution (2008)

## Clubes

### Desempenho das equipes da MLS em competições internacionais

#### Títulos
Copa Interamericana
- DC United — 1998

Copa dos Campeões da CONCACAF
- DC United — 1998
- Los Angeles Galaxy — 2000

Superliga
- New England Revolution — 2008

Campeonato Canadense
- Toronto FC — 2009, 2010, 2011, 2012
- Montreal Impact — 2013,* 2014
- Vancouver Whitecaps — 2015

* Os resultados do Montreal Impact como equipe da MLS são considerados a partir de 2012.

#### Campanhas de destaque
Liga dos Campeões da CONCACAF
- 2º lugar -  Los Angeles Galaxy (1997);  Real Salt Lake (2010-2011);  Montreal Impact (2014-2015)
- 3º lugar -  DC United (1997, 1999*, 2007, 2008);  Chicago Fire (1999*, 2004)
- 4º lugar -  Houston Dynamo (2007, 2008);  Toronto FC (2011-2012)

* Dividido entre ambas as equipes. 
Copa dos Gigantes da CONCACAF
- 2º lugar -  DC United (2001)

Superliga
- 2º lugar -  Los Angeles Galaxy (2007);  Houston Dynamo (2008);  Chicago Fire (2009);  New England Revolution (2010)
- 3º lugar -  Houston Dynamo (2007, 2010);  New England Revolution (2009)
- 4º lugar -  DC United (2007)

Campeonato Pan-Pacífico
- 2º lugar -  Houston Dynamo (2008);  Los Angeles Galaxy (2009)
- 3º lugar -  Los Angeles Galaxy (2008)

Copa Sul-Americana
- oitavas de final -  DC United (2005, 2007)

Campeonato Canadense
- 2º lugar -  Vancouver Whitecaps (2011, 2012, 2013)*;  Toronto FC (2008, 2014)
- 3º lugar -  Montreal Impact (2012)**;  Toronto FC (2013);  Vancouver Whitecaps (2014)

* Os resultados do Vancouver Whitecaps como equipe da MLS são considerados a partir de 2011.
** Os resultados do Montreal Impact como equipe da MLS são considerados a partir de 2012.

#### Copa do Mundo de Clubes da FIFA
Ao vencer a Copa dos Campeões da CONCACAF em 2000, o Los Angeles Galaxy ganhou o direito de disputar o Mundial de Clubes da FIFA de 2001. Porém, com a falência da ISL, empresa de marketing esportivo que, na ocasião, era parceira da FIFA, o campeonato foi cancelado e o Galaxy perdeu a chance de ser a primeira equipe estadunidense e da MLS a participar dessa competição. Depois disso, as equipes da MLS não tiveram, até o momento, oportunidade de participar da Copa do Mundo de Clubes da FIFA.

## Principais jogadores que atuaram na NASL(1967-1984)

### Masculino
- Pelé: New York Cosmos
- Carlos Alberto Torres: New York Cosmos
- Rildo: New York Cosmos
- Romerito: New York Cosmos
- Franz Beckenbauer: New York Cosmos
- Giorgio Chinaglia: New York Cosmos
- Johan Neeskens: New York Cosmos
- Eusébio: Boston Minutemen:Toronto Metro-Croatia:Las Vegas Quiksilvers
- George Best: Los Angeles Aztecs:Fort Lauderdale Strikers:San José Earthquake
- Johan Cruijff: Los Angeles Aztecs: Washington Diplomats

## Principais jogadores que atuaram na MLS(1996 em diante)

### Masculino
- Carlos Valderrama:   Chicago Fire
- Kaká: Orlando City
- Frank Lampard:New York City
- Tony Meola:MetroStars: Kansas City Wizards: New York Red Bulls
- David Beckham: Los Angeles Galaxy
- Brian McBride: Columbus Crew Soccer Club
- Steven Gerrard: Los Angeles Galaxy
- Lionel Messi: Inter Miami

### Feminino
- Mia Hamm: Washington Freedom
- Birgit Prinz: Carolina Courage
- Marta: Western New York Flash